# 24 Mix Teleshop
24 Mix Teleshop este un canal de televiziune care difuzează teleshopping propriu despre casă și grădină.
Lansat pe data de 17 noiembrie 2020, inițial la Next Gen și iNES, canalul a intrat în lista must carry în ianuarie 2021, intrând la mai mulți operatori. Postul se recepționează la toți operatorii de cablu și IPTV, dar și pe online, prin intermediul aplicației Diaspora TV.

## Emisiuni
- Casă și grădină
- Coșul de cumpărături
- Dimineața facem piața
- Oferta zilei
- Vânzări Non-Stop